# Waku-Kungo
Waku-Kungo – miasto w zachodniej Angoli, w prowincji Kwanza Południowa i siedziba hrabstwa Cela. Liczy 12 069 mieszkańców. Posiada port lotniczy.